# Siarhiej Rumas
Siarhiej Mikalajevič Rumas (en belarús: Сяргей Мікалаевіч Румас, en rus: Сергей Николаевич Румас) (Gomel, Belarús, 1 de desembre de 1969) és un polític i economista belarús, i des del 18 d'agost del 2018 el Primer ministre de Belarús.

## Biografia
Rumas va néixer a Gomel, però a principis de la dècada de 1970 la seva família es va mudar a Minsk. Es va graduar a l'Escola Financera Superior Militar a Iaroslavl (1990) i a l'Acadèmia d'Administració Pública a Minsk (1995). A principis de la dècada de 1990, Rumas va servir successivament al Banc Nacional de la República de Belarús com a cap de diversos departaments, així com en bancs privats. El 1995, es va convertir en director regional del Belarusbank, i després es va convertir en el primer vicepresident del directori d'aquest banc. El 2001, Rumas va rebre el títol de Candidat de Ciències en Economia. El 2005 va liderar el Belagroprombank, un altre gran banc de propietat estatal en Belarús.

## Carrera política
El 2010, va ser nomenat viceprimer ministre en el nou govern de Mikhail Myasnikovich. Durant la crisi financera de 2011, Rumas va supervisar la creació d'un programa de reformes estructurals, que va ser criticat pel president Aleksandr Lukaixenko i el seu conseller Sergey Tkachyov. Rumas va advocar per la privatització, les inversions estrangeres i l'abolició de préstecs preferencials per a empreses estatals. El 2012 Alexander Lukaixenko el va nomenar cap del Banc de Desenvolupament de la República de Belarús.
El 18 d'agost de 2018 va ser nomenat Primer ministre de Belarús, succeint a Andrei Kobiakov. En l'actualitat, Rumas també encapçala la Federació de Futbol de Belarús.